# 桑托尔卡斯
桑托尔卡斯，是西班牙马德里自治区的一个市镇。总面积28平方公里，总人口822人（2010年），人口密度29人/平方公里。